# Desmond Harrington
Desmond Harrington (n. 19 octombrie 1976) este un actor american de film și televiziune. Este cunoscut pentru rolurie sale din filmele ca The Hole, Wrong Turn și Ghost Ship. S-a alăturat distribuției din serialul Dexter în cel de-al treilea sezon ca personajul Joey Quinn.

## Filmografie
| Film         | Film                                    | Film                                       | Film        |
| An           | Film                                    | Rol                                        | Note        |
| ------------ | --------------------------------------- | ------------------------------------------ | ----------- |
| 1999         | The Messenger: The Story of Joan of Arc | Aulon                                      |             |
| 2000         | Boiler Room                             | JP Marlin Trainee                          | uncredited  |
| 2000         | Massholes                               | Bing                                       |             |
| 2000         | Drop Back Ten                           | Spanks Voley                               |             |
| 2001         | Riding in Cars with Boys                | Bobby                                      |             |
| 2001         | The Hole                                | Mike Steel                                 |             |
| 2001         | My First Mister                         | Randy                                      |             |
| 2002         | Life Makes Sense If You're Famous       | Jay                                        |             |
| 2002         | Ghost Ship                              | Jack Ferriman                              |             |
| 2002         | We Were Soldiers                        | Sp4 Bill Beck                              |             |
| 2003         | Wrong Turn                              | Chris Flynn                                |             |
| 2003         | Love Object                             | Kenneth Winslow                            |             |
| 2004         | 3-Way                                   | Ralph Hagen                                |             |
| 2006         | Taphephobia                             | Mike Hollister                             |             |
| 2006         | Bottom's Up                             | Rusty #1                                   |             |
| 2007         | Fort Pit                                | Mike Sokeletski                            |             |
| 2008         | Exit Speed                              | Sam Cutter                                 |             |
| 2009         | TiMER                                   | Dan the Man                                |             |
| 2009         | Life Is Hot in Cracktown                | Benny                                      |             |
| 2009         | Not Since You                           | Sam                                        | completed   |
| Televiziune  |                                         |                                            |             |
| An           | Titlu                                   | Rol                                        | Note        |
| 2002         | Taken                                   | Jesse Keys - Adult                         | 3 episoade  |
| 2003-2004    | Dragnet                                 | Det. Jimmy McCarron / Det. Dexter McCarron | 10 episoade |
| 2006         | Law & Order: Criminal Intent            | Tim Rainey                                 | 1 episod    |
| 2006         | Kidnapped                               | Kenneth Cantrell                           | 1 episode   |
| 2006-2007    | Sons & Daughters                        | Wylie Blake                                | 9 episoade  |
| 2007         | Rescue Me                               | Troy                                       | 7 episoade  |
| 2008-present | Dexter                                  | Joey Quinn                                 | 24 episoade |
| 2009-present | Gossip Girl                             | Jack Bass                                  | 6 episoade  |